# Lina Leandersson
Lina Leandersson, née le 27 septembre 1995 à Falun, dans la province de Dalécarlie, est une actrice suédoise. Elle est connue pour avoir tenu le rôle principal dans le film suédois Morse (Låt Den Rätte Komma In).

## Biographie

### Enfance et carrière
Lina Leandersson est née en 1995 à Falun en Suède. Artiste depuis son plus jeune âge, elle fait du théâtre amateur, et suit des cours de théâtre,, de danse de rue et de danse jazz. Un de ses premiers rôles est la mère d'une enfant gâtée qui veut de nouveaux jeans. En 2006, elle apparaît en tant que membre du jury dans la compétition de la chanson suédoise Lilla Melodifestivalen. La même année, elle est sélectionnée avec 5 autres, sur un total de cinq cents candidats, pour participer au Nickelodeon's programledarskola, retransmis en octobre 2006,,.

### Morse
Leandersson a postulé pour le rôle de Let the Right One In par un service de casting opérant sur internet. Après avoir été contactée par la directrice de casting d'enfants Maggie Widstrand, elle auditionne pour le rôle trois fois avant d'être finalement retenue.
Dans le film, elle interprète l'enfant vampire Eli, qui se lie d'amitié avec le personnage principal, le jeune Oskar de 12 ans, joué par Kåre Hedebrant. Eli étant censée être androgyne dans le film, le réalisateur Tomas Alfredson décide de doubler la voix de Leandersson avec une voix moins féminine,. La voix d'Eli durant tout le film est fournie par Elif Ceylan. Dans un entretien avec le quotidien Dagens Nyheter, Leandersson commente avec amusement : « C'était plutôt bien d'être doublé, ma voix est vraiment bizarre ».
Leandersson et Hedebrant n'ont pas lu le script. Au lieu de cela, le réalisateur leur disait quoi faire et dire avant chaque scène afin que les enfants ne soient pas préoccupés de rester fidèle au script,. Leandersson identifie les scènes plus importantes comme celles où elle doit montrer sa colère, ainsi que la transition entre normalité et « folie ». Dans un entretien, elle rappelle à quel point elle incarnait son rôle, au point de « devenir » le personnage d'Eli, mais affirme qu'elle ressemble peu à son personnage, décrivant Eli comme plus mûre et contemplative.
Interrogé sur le plus grand défi du film, le réalisateur mentionne le fait que les gens se font déjà une idée des personnages et du livre. Il trouve particulièrement difficile de décrire Eli, mais il note qu'il était « très content de Lina » et la décrit une autre fois comme « une femme de 80 ans, très sage et très silencieuse ».
La performance de Leandersson a rencontré un large succès critique. Karen Durbin de Elle « évoque l'apparence radicale d'Eli comme un air de prudence et une vigilance contenant l'immobilité du corps que ne dément pas son aspect d'enfant (...) », et « dans une performance dénuée de sentiment, elle capture parfaitement l'horrible solitude d'une créature qui existe au-delà du temps ». James Berardinelli a salué sa performance, « l'élaboration d'un personnage à la fois mystérieux et irrésistible », alors que Justin Lowe du Hollywood Reporter écrit : « Les jeunes acteurs imprègnent même les scènes les plus affectives et troublantes avec une remarquable complexité. Leandersson est particulièrement impressionnante en tant que jeune vampire conflictuelle qui ne veut rien plus qu'être de nouveau une fille ordinaire ». Luke Y. Thompson du LA Weekly ira même jusqu'à dire : « Quand on parle de vampire préadolescent éternel, Kirsten Dunst dans Entretien avec un vampire restait la référence ; avec Leandersson, je pense que nous tenons une nouvelle championne ».

### Ambition future
Leandersson a souvent déclaré son envie de poursuivre une carrière d'actrice,, et a indiqué qu'elle aimerait essayer différents types de rôles pour se surpasser.

## Filmographie
- 2008 : Morse (Låt Den Rätte Komma In) de Tomas Alfredson
- 2013 : The Arbiter de Kadri Kõusaar
- 2013 : Ömheten (sv) de Sofia Norlin (sv)

### Distinctions
| Année | Festival ou cérémonie                        | Récompense                                                                    | Film  | Résultat |
| ----- | -------------------------------------------- | ----------------------------------------------------------------------------- | ----- | -------- |
| 2008  | Chicago Film Critics Association Awards 2008 | Meilleur espoir de carrière                                                   | Morse | Nommée   |
| 2009  | Online Film Critics Society Awards 2008      | Révélation de l'année                                                         | Morse | Lauréate |
| 2009  | Wonder Awards                                | Meilleure performance d'une actrice dans un rôle principal                    | Morse | Lauréate |
| 2009  | Young Artist Awards                          | Meilleure performance dans un film étranger - Meilleur jeune acteur principal | Morse | Nommée   |
| 2009  | 35th Annual Saturn Awards                    | Meilleure performance par un jeune acteur                                     | Morse | Nommée   |
| 2009  | Fangoria Chainsaw Awards                     | Meilleure actrice                                                             | Morse | Lauréate |